# Монгардино
Монгардѝно (на италиански: Mongardino; на пиемонтски: Mongardin, Монгардин) е село и община в Северна Италия, провинция Асти, регион Пиемонт. Разположено е на 292 m надморска височина. Населението на общината е 950 души (към 2010 г.).